# ماتيوس ناسيمنتو
ماتيوس ناسيمنتو (بالبرتغالية: Matheus Nascimento) هو لاعب كرة قدم برازيلي، ولد في 3 مارس 2004 في ريو دي جانيرو في البرازيل.

## وصلات خارجية
- ماتيوس ناسيمنتو على موقع الدوري الأمريكي (الإنجليزية)
- ماتيوس ناسيمنتو على موقع قاعدة بيانات كرة القدم.إي يو (الإنجليزية)
- ماتيوس ناسيمنتو على موقع ليكيب (الفرنسية)
- ماتيوس ناسيمنتو على موقع Soccerway.com (الإنجليزية)
- ماتيوس ناسيمنتو على موقع عالم كرة القدم.نت (الإنجليزية)